# Apatophysis laosensis
Apatophysis laosensis là một loài bọ cánh cứng trong họ Cerambycidae.